# Robert Sacre
Robert Sacre (* 6. Juni 1989 in Baton Rouge, Louisiana) ist ein ehemaliger US-amerikanisch-kanadischer Basketballspieler. Er bestritt 191 Spiele in der NBA und war kanadischer Nationalspieler.

## Leben
Sacre wurde im amerikanischen Baton Rouge als Sohn des ehemaligen NFL-Footballers Greg LaFleur und der ehemaligen College-Basketballerin Leslie Sacre (Louisiana State University) geboren. Seine Mutter ging mit ihm im Alter von sieben Jahren in ihr Heimatland Kanada zurück, sodass Sacre in North Vancouver (Provinz British Columbia) aufwuchs. Sacre war bereits in der achten Klasse 203 cm groß und einer der besten Highschool-Spieler Kanadas.
In seiner Freshman-Saison führte er die Handsworth Secondary School zur Provinzmeisterschaft British Columbias und wurde als MVP des Endspiels ausgezeichnet, welches er mit 17 Punkten, 12 Rebounds und 4 Blocks beendete. Durch seine starken Leistungen wurde er in die kanadische Junioren-Nationalauswahl berufen, mit welcher er 2005 die Global Games und 2006 die Qualifikation zur Weltmeisterschaft bestritt. Sein Senior-Jahr an der Highschool beendete Sacre schließlich mit 25 Punkten, 12 Rebounds, und 4 Blocks pro Spiel.

## College
Sacre wechselte zur Saison 2007/08 in die NCAA Division I zur Gonzaga University und qualifizierte sich mit den Bulldogs in jedem Jahr für das Turnier der nationalen Meisterschaft. In seiner ersten Saison konnte er als Bankspieler im Schnitt 9 Minuten pro Spiel für sich verbuchen. Nach drei Spielen in der Saison 2008/09 brach er sich den Fuß, weshalb der die komplette verbleibende Saison ausfiel. Sacre kam zur Saison 2009/10 zurück und schloss diese als Stammspieler der Gonzaga Bulldogs auf der Innenposition mit starken 10,3 Punkten, 5,4 Rebounds und 1,9 Blocks pro Spiel ab. Er steigerte sich weiter und kam 2010/11 auf 12,5 Punkte, 6,3 Rebounds und 1,9 Blocks pro Begegnung. 2011/12 schloss er seine Hochschulzeit mit Mittelwerten von 11,6 Punkten, 6,3 Rebounds sowie 1,4 Blocks je Partie ab. 2012 wurde er als Verteidiger des Jahres der West Coast Conference ausgezeichnet.

## Profikarriere
Am 28. Juni 2012 wählten die Los Angeles Lakers Sacre bei der NBA Draft 2012 an 60. und letzter Stelle aus. Sein erstes NBA-Spiel bestritt er am 31. Oktober 2012 gegen die Dallas Mavericks, seine ersten Punkte konnte er fünf Tage später gegen die Detroit Pistons verzeichnen.
Bereits am 28. Oktober 2012 wurde Sacre zu den Los Angeles D-Fenders delegiert, spielte danach nur noch bei Bedarf für die Lakers. Bedarf bestand seit Anfang Dezember regelmäßig, da bei den Kaliforniern Dwight Howard, Pau Gasol und Jordan Hill regelmäßig ausfielen. Am 8. Januar stand Sacre aufgrund akuter Personalprobleme das erste Mal in der Startaufstellung der Lakers, dieses Spiel schloss er mit 10 Punkten ab. Sacre wurde trotz seiner geringen Einsatzzeiten Fan-Liebling in Los Angeles, da er auf der Bank besondere Korberfolge auf eine unterhaltsame Art und Weise feierte.
Im Sommer 2016 wechselte Sacre zu den New Orleans Pelicans, wo er aber nach nur einem Vorbereitungsspiel aus dem Aufgebot gestrichen wurde. Im Jahr 2017 wechselte er zu den Sun Rockers Shibuya in die japanische B.League. In seiner letzten Saison in Japan verbuchte er je Begegnung im Schnitt 19,4 Punkte sowie 9,2 Rebounds. Im Sommer 2019 zog sich Sacre aus dem Leistungssport zurück.

## Nationalmannschaft
Sacre spielte 2006 mit der kanadischen Auswahl die U18-Amerikameisterschaft. Er kam durchschnittlich auf 9 Punkte, 8,2 Rebounds und 3 Blocks, womit er zu Kanadas viertem Platz beitrug. Sacre gehörte bei der Weltmeisterschaft 2010 in der Türkei zum Aufgebot der kanadischen A-Nationalmannschaft und erzielte während des Turniers 2,4 Punkte je Begegnung.

## Statistiken

### Spielbestleistungen (NBA)
| Kategorie        | Bestleistung | Aufgestellt                                      |
| ---------------- | ------------ | ------------------------------------------------ |
| Punkte           | 13           | 24. Oktober 2012, gegen die Los Angeles Clippers |
| Rebounds         | 10           | 13. Oktober 2012, gegen die Utah Jazz            |
| Assists          | 2            | 24. Oktober 2012, gegen die Los Angeles Clippers |
| Blocks           | 4            | 8. Januar 2013, gegen die Houston Rockets        |
| Steals           | 2            | 24. Oktober 2012, gegen die Los Angeles Clippers |
| Minuten gespielt | 36           | 16. Oktober 2012, gegen die Utah Jazz            |

### Saisondaten (NBA)
| Kategorie        | Anzahl pro Spiel |
| ---------------- | ---------------- |
| Punkte           | 1,6              |
| Rebounds         | 1,3              |
| Assists          | 0,2              |
| Blocks           | 0,5              |
| Steals           | 0,0              |
| Effizienz        | 1,7              |
| Minuten gespielt | 8,4              |